# Nemanja Pejčinović
Nemanja Pejčinović (serbisch-kyrillisch Немања Пејчиновић, * 4. November 1987 in Kragujevac) ist ein serbischer Fußballspieler, der in China bei Changchun Yatai spielt.

## Karriere
Nemanja Pejčinović begann seine fußballerische Laufbahn bei heimatlichen Klub FK Radnički Kragujevac. Als 15-Jähriger kam er zum Belgrader Verein FK Rad, wo er seit 2003 zum Kader der ersten Mannschaft gehörte. Dort kam er aber in den nächsten zwei Jahren in Ligaspielen nur einmal zum Einsatz. Von 2005 bis 2007 ging er dann zum Stadtrivalen OFK Belgrad, um anschließend wieder zum FK Rad zurückzukehren. Aufgrund seiner gewachsenen spielerischen Fähigkeiten wurde er dort zum Mannschaftskapitän ernannt. Im Dezember 2008 spielte er gegen Polen sein erstes Spiel für die serbische U-21-Nationalmannschaft.
Im Januar 2009 wurde er zunächst vertraglich für dreieinhalb Jahre an den FK Roter Stern Belgrad ausgeliehen. Dieser Verein konnte ihn aber nach 11 Ligaspielen nicht mehr halten. Nach einem Probetraining wurde er im Juli 2009 vom FK Rad für ein Jahr an den Berliner Bundesliga-Verein Hertha BSC als Abwehrspieler weiterverliehen.
Bereits nach einer Saison verließ er Berlin und wurde erneut verliehen, diesmal zum OGC Nizza.

## Erfolge
- Russischer Meister: 2018